# Карипкулов Аманбек Карипкулович
Аманбек Карипкулович Карипкулов (1939, село Чон-Алиш (Кара-Суу), тепер Таласького району Таласької області, Киргизстан — 16 жовтня 2008, місто Бішкек, Киргизстан) — киргизький радянський діяч, філософ, секретар ЦК КП Киргизії, керівник Адміністрації президента Киргизької Республіки. Депутат Верховної ради Киргизької РСР 9—11-го скликань. Доктор філософських наук (1983), професор (1994), член-кореспондент Академії наук Киргизької РСР (Національної академії наук Киргизької Республіки) (1974), академік Національної академії наук Киргизької Республіки (25.12.2000, за спеціальністю філософія).

## Життєпис
У 1957 році закінчив Талаське сільське професійно-технічне училище № 6, працював механіком у колгоспі імені Жданова Киргизької РСР.
У 1962 році закінчив факультет російської мови та літератури Пржевальського державного педагогічного інституту.
Член КПРС з 1962 року.
У 1962—1964 роках — викладач факультету російської мови та літератури, секретар комсомольської організації Пржевальського державного педагогічного інституту.
З 1964 до 1967 року навчався в аспірантурі Киргизького державного університету.
У 1967—1968 роках — викладач кафедри філософії Киргизького державного університету.
У 1968—1973 роках — інструктор, заступник завідувача, в 1973—1983 роках — завідувач відділу науки і навчальних закладів ЦК КП Киргизії.
10 вересня 1983 — 13 грудня 1985 року — секретар ЦК КП Киргизії з питань ідеології.
Одночасно 26 березня — 13 грудня 1985 року — голова Верховної ради Киргизької РСР.
У 1985—1986 роках — професор кафедри наукового комунізму Фрунзенського політехнічного інститут.
У 1986—1992 роках — головний науковий співробітник Киргизького науково-дослідного інституту педагогіки.
У 1992—1998 роках — головний редактор Киргизької енциклопедії. Одночасно з 1994 року — голова правління державного концерну «Асил». З травня 1995 року був головним координатором з організації та проведення 1000-річчя епосу «Манас».
У 1996—2001 роках — президент Державної національної телерадіокомпанії Республіки Киргизстан (з 1998 року — Державної телерадіокомпанії Киргизької Республіки).
У березні 2001 — травні 2002 року — керівник Адміністрації президента Киргизької Республіки Аскара Акаєва.
15 липня 2002 — 26 квітня 2005 року — надзвичайний і повноважний посол Киргизької Республіки в Турецькій Республіці та Республіці Македонії.
Автор близько 80 наукових праць (у тому числі понад 20 монографій і книг). Його праці присвячені соціальним проблемам культури та освіти, розкриттю ролі науки та народної освіти «в становленні радянського народу як історично нової суспільної єдності», узагальненню досвіду керівництва партійними організаціями Киргизької РСР. Один із авторів і редактор «Нарисів історії Комуністичної партії Киргизії» (1979), «Радянський Киргизстан на етапі розвитку соціалізму» (1981), «Могутній фактор розвитку національної мови» (1981), «Народна освіта в розвиненому соціалістичному суспільстві» (1982), «Вивчення російської мови та народна освіта в радянській Киргизії» (1985), «Інтернаціональне виховання в середній школі в умовах суспільного оновлення» (1991) та інші.
Помер 16 жовтня 2008 року в місті Бішкек.

## Нагороди та звання
- два ордени Трудового Червоного Прапора
- медалі
- Почесні грамоти Верховної Ради Киргизької РСР
- Лауреат Державної премії Киргизької Республіки у галузі науки
- Державний радник державної служби I класу